# Штерн Григорій Михайлович
Штерн Григо́рій Миха́йлович (24 липня (6 серпня) 1900, Сміла — розстріляний 28 жовтня 1941) — радянський офіцер, воєначальник, Герой Радянського Союзу, генерал-полковник. Учасник бойових зіткнень біля озера Хасан, на річці Халхин-Гол і громадянської війни в Іспанії. Член ЦК ВКП(б) (1939—1941). Депутат Верховної Ради СРСР 1-го скликання.

## Біографія
Народився в місті Смілі Київської губернії в сім'ї лікаря. Єврей. З 1919 року Штерн член ВКП(б). Уже з 1919 року — на політроботі у військах. Був у 1920-х роках, комісаром полку, комісаром кавалерійської бригади, командиром Хорезмської групи військ.
У 1929–1936 роках Григорій Штерн був у розпорядженні наркома по військових і морських справах (з 1934 року — нарком оборони СРСР).
Наказом наркома оборони СРСР № 2396 від 20 листопада 1935 року Г. М. Штерну надано персональне військове звання «комдив». Із березня 1936 року Штерн командував 7-ю кавалерійською дивізією Білоруського військового округу, прийняв цю дивізію після Г. К. Жукова.
Протягом 1937—1938 років, у період громадянської війни в Іспанії, Штерн під прізвищем Григорович був головним військовим радником при республіканському уряді Іспанії.
Після повернення з Іспанії комкор Штерн був у 1938 році призначений начальником штабу  Далекосхідного фронту. З початком Хасанських боїв Штерн виїхав безпосередньо на місце подій і за наказом наркома оборони Ворошилова прийняв командування над 39-м стрілецьким корпусом, на чолі якого і завершив операцію. З вересня 1938 Штерн командував 1-ю Окремою Червонопрапорною армією. Улітку 1939 року Штерн очолював фронтове управління під час боїв на річці Халкин-Гол. Штерн разом з монгольським маршалом Чойбалсаном здійснював верховне командування над радянсько-монгольськими військами у зоні конфлікту. За перемогу над японцями 29 серпня 1939 року Штерну було присвоєно звання Героя Радянського Союзу. Однак, пізніше, уже після загибелі Штерна, всі лаври переможця забере Г. К. Жуков, який тоді був підлеглим Штерна. Жуков припише собі всі заслуги.
Під час радянсько-фінської війни 1939—1940 років командував 8-ю армією.
22 червня 1940 року генерал-полковник Григорій Штерн був призначений командувачем Далекосхідного фронту. Вів активну роботу по навчанню і укомплектуванню військ. Дивізії, створені Штерном, восени 1941 року взяли участь в обороні Москви.￼
У грудні 1940 року Штерн брав участь у нараді керівництва Червоної Армії.
14 січня 1941 року Штерн був призначений начальником Головного управління протиповітряної оборони Народного комісаріату оборони СРСР. 15 травня 1941 року німецький позарейсовий транспортний літак Ю-52 спокійно приземлився у Москві, минувши всі вартові пости ППО. За такий провал системи ППО Штерн був знятий з посади.
Григорій Штерн був нагороджений двома орденами Леніна, трьома орденами Червоного Прапора і орденом Червоної Зірки. Генерал-полковник (1940). Герой Радянського Союзу (1939).
7 червня 1941 року Г. М. Штерн був заарештований НКВС у так званій «Справі авіаторів». На допитах під тортурами він визнав себе «німецьким шпигуном», дав показання проти К. П. Мерецкова, О. Д. Локтіонова та інших воєначальників. 28 жовтня 1941 року розстріляний без суду за вказівкою Л. П. Берії.
Реабілітований посмертно 25 серпня 1954 року.
27 серпня 1954 року постановою Генпрокуратури СРСР справа відносно Г. М. Штерна була припинена за відсутністю складу злочину.